# Javor (Słowenia)
Javor – wieś w Słowenii, w gminie miejskiej Lublana. W 2018 roku liczyła 174 mieszkańców. 